# Magyar Piacpárt
A Magyar Piacpárt az 1990-es évek egy rövid életű magyarországi politikai képződmény volt, amely a Magyar Demokrata Fórumon belüli konfliktusok nyomán jött létre.
A Magyar Piacpárt a Magyar Demokrata Fórumon belül kezdett formálódni. Az MDF-piacokat menedzselő Zacsek Gyula kezdeményezésére 1991-ben alakult meg a privatizációt kritizáló országgyűlési képviselők csoportja, a Monopoly csoport. A csoport 1993 késő tavaszára feloldhatatlan konfliktusba keveredett az MDF vezetésével. 1993 nyarán Balás Istvánt és Zacsek Gyulát kizárták a vezető kormánypárt országgyűlési frakciójából, önkéntesen követte őket Szilasy György és Halász István. A négy függetlenné vált képviselő 1993. szeptember 1-jén megalapította a Magyar Piacpártot. A Magyar Piacpárt négy parlamenti képviselővel nem tudott önálló parlamenti frakciót alapítani, ezért a Független Kisgazdapárt szintén frakció nélkül maradt országgyűlési képviselőcsoportjával kezdett frakcióalapítási tárgyalásokat. Az FKgP-Piacpárt frakció megalapítását az Országgyűlés elnöke elutasította, így a Piacpárt elveszítette a parlamenti nyilvánosság által nyújtott előnyöket.

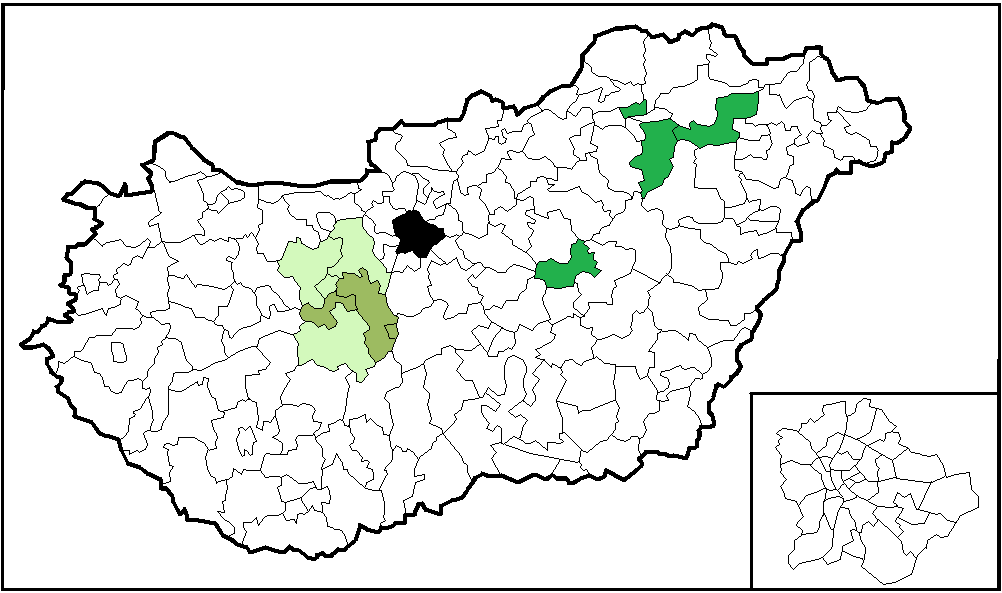
A Piacpárt jelöltjei 1994-ben

Az MDF-ből kihasadt Piacpárt elsősorban a jobboldali közvélemény megnyerésére törekedett. A Piacpárt feladatának a kisvállalkozók, őstermelők és gyenge érdekérvényesítő képességgel bíró, főként vidéki „kis egzisztenciák” védelmét tekintette. A Monopoly csoport tevékenységének folytatásaként éles kritikával illették a külföldi vállalkozásoknak kedvező privatizációs gyakorlatot. A MIÉP-pel a radikális jobboldali szavazók voksaiért versengve a párt vezetőinek parlamenti hozzászólásaiban esetenként Izrael-ellenes, alapszabályában pedig a homoszexuálisokat diszkrimináló gondolatok jelentek meg.
A párt a megalakulásától az 1994-es választásokig tartó szűk évben nem tudott ismertségben felzárkózni a nagy parlamenti pártokhoz. A pártszervezet gyengesége már a választási jelöltállítás közben megmutatkozott: egyéni képviselőjelöltet mindössze 6 választókerületben, megyei listát pedig csak Fejér megyében sikerült állítani. A szervezet 1994 tavaszán alig több mint 1000 szavazatot kapott és kiesett az Országgyűlésből. A súlyos választási kudarc után a Piacpárt tetszhalott állapotba került. Sem az 1998-as, sem a 2002-es választásokon nem állított képviselőjelölteket, ezért az Ügyészség kezdeményezésére 2002 végén törölték a nyilvántartásból.